# Свети Јоаникије II
Јоаникије II је српски светитељ, архиепископ српски у времену од 1338. до 1346. године, а потом и први патријарх српски у времену од 1346. до 1354. године.

## Животопис
Рођен је од побожних родитеља у околини Призрена. Српски краљ Стефан Душан (1331—1355) узео га је на свој двор за свога логотета. Након смрти архиепископа Данила II (1324—1337) изабран је 3. јануара 1338. године за архиепископа српског од стране црквеног сабора.
Тадашњу првопрестолну цркву у Пећи, коју су подигли архиепископи Никодим и Данило, архиепископ Јоаникије II је дао да се украси иконама и фрескама и свим осталим потребним стварима.
У то време српски краљ Стефан Душан је освојио многе грчке крајеве на југу. Пре крунисања за цара, краљ Душан је морао да уздигне српску архиепископију на ранг патријаршије, јер је само патријарх могао да крунише кандидата за цара. Проглашење Јоаникија за патријарха обављено је уз помоћ бугарског патријарха Симеона који је присуствовао великом црквеном сабору у Скопљу. Немогуће је са сигурношћу одредити када је Јоаникије постао патријарх — претпоставља се да је то било негде између јануара и априла 1346. године. По једној теорији то се догодило на Цвети 1346, а великом црквеном сабору су учествовали и патријарх бугарски Симеон, архиепископ охридски Николај, и многи епископи и клирици српски и бугарски, свештени прот Свете горе и многи светогорски монаси са њим.
Српска црква је још од дипломатских активности Светог Саве у Никејском царству била призната од Цариградске патријаршије као аутокефална, због чега је овај сабор у Скопљу сматрао да може несметано архиепископа српског прогласити за патријарха, тако је архиепископ Јоаникије II постао први српски патријарх „всем Серблем и Поморију“, то јест патријарх „свих српских земаља и поморских“.
Након овога патријарх Српски Јоаникије је на Ускрс 1346. помазао краља Душана за цара свих Срба и Грка, а ускоро затим (на Спасовданском сабору у Скопљу 1349) заједно са њим донео је значајни српски Законик, којим је узакоњено српско царство и српска црква.
По проглашењу патријаршије, скопска митрополија је постала првопрестолна у Српској цркви, а одмах иза ње долазила је охридска архиепископија. Основане су још злетовска и друге нове епископије, и на њих су постављени српски јерарси. Против свега овога ништа нису рекли тадашњи патријарси у Цариграду Јован Калека (1334—1347) и Исидор (1347—1349).
Први српски патријарх Јоаникије је подигао две српске православне светиње (цркве) у Светој Земљи. Цркву посвећену Св. Илији изградио је на библијској Гори Кармилској. А на Гори Тавору поставио је храм посвећен Преображењу Господњем.
Патријарх Јоаникије је умро 1354. године. Његово упокојено тело положено је у средњу цркву Пећке патријаршије, тамо где се оно и до данас налази, у цркви Светих апостола. Изнад гроба је живописано његово упокојење.
Кад су у јесен 1354. године напали угари са севера цар Душан који је кренуо у борбу тражио је да се сретне са Јоаникијем у манастиру Жича. Током боравка у манастиру Јоаникије се разболео и по сопственој жељи је тражио да буде враћен у Пећку патријаршију.  Током пута је преминуо и није стигао жив назад.
Српска православна црква га прославља као светитеља 3. септембра по старом, црквеном или јулијанском календару, а тренутно се тај датум поклапа са 16. септембром по новом, грађанском, међународном или грегоријанском календару. По њему је добила име једна улица у Београду. Он је слава старопазовачког намесништва у сремском владичанству СПЦ.